# Dmitri Sergejewitsch Peskow

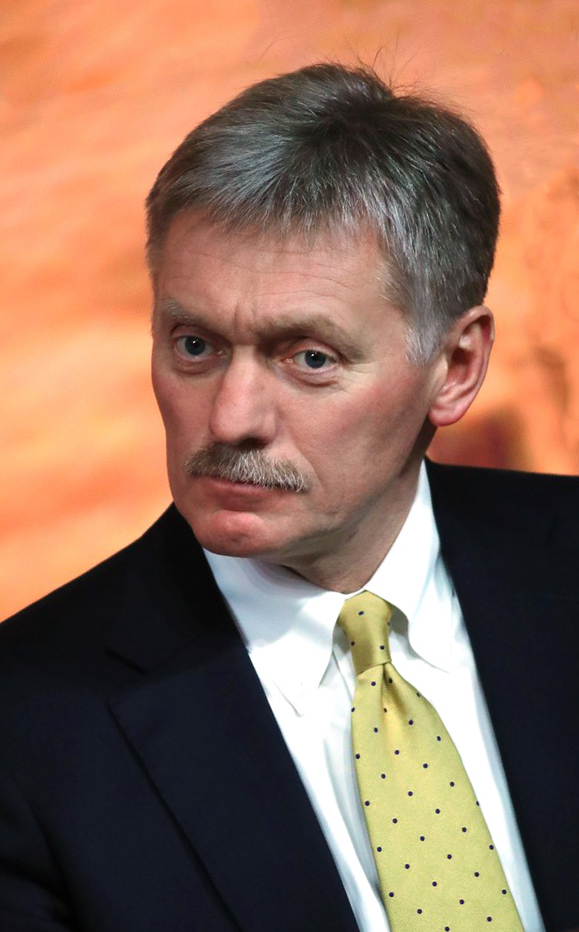
Dmitri Peskow (2019)

Dmitri Sergejewitsch Peskow (russisch Дмитрий Сергеевич Песков Dmítri Sergéjewitsch Pesków; * 17. Oktober 1967 in Moskau, Russische SFSR, Sowjetunion) ist ein russischer Diplomat und seit 2012 stellvertretender Leiter der Russischen Präsidialverwaltung und Pressesprecher des Präsidenten Wladimir Putin. Am 28. Februar 2022 setzte die Europäische Union ihn im Zusammenhang mit dem Überfall Russlands auf die Ukraine 2022 auf die Sanktionsliste und ließ den in der EU befindlichen Teil seines Vermögens einfrieren.

## Leben
Peskow stammt aus einer Diplomatenfamilie und schloss 1989 ein Studium am „Institut der Länder Asiens und Afrikas“ der Moskauer Lomonossow-Universität ab. Seitdem war er im Außenministerium zunächst der UdSSR, danach von Russland beschäftigt. Nachdem er schon 1990 bis 1994 in Ankara weilte, kehrte er nach zwei Jahren in der Zentrale in die Türkei zurück und war zuletzt Erster Sekretär der Botschaft in Ankara. Im Jahr 2000 wurde er stellvertretender Pressesprecher des Präsidenten. 2005 wurde Peskow zum Wirklichen Staatsrat 1. Klasse der Russischen Föderation befördert.
Als Putin 2008 nach der Wahl von Dmitri Medwedew Ministerpräsident der Russischen Föderation wurde, wechselte Peskow in das Büro des Ministerpräsidenten und wurde dessen Pressesprecher. 2012 kehrte er mit Putin ins Präsidialamt zurück und wurde dort Pressesprecher.
Nach monatelangen Dementis auch durch Peskow („Russland bedroht niemanden“) erfolgte am 24. Februar 2022 der russische Angriff auf die Ukraine. Am 28. Februar 2022 setzte die Europäische Union ihn im Zusammenhang mit dem Überfall auf die schwarze Sanktionsliste und ließ sein gesamtes Vermögen einfrieren.
Im März 2024 räumte Peskow erstmals ein, dass es sich beim russischen Überfall auf die Ukraine um einen Krieg handelt, und verzichtete auf den Euphemismus „militärische Spezialoperation“.

## Privates
Am 1. August 2015 heiratete Peskow in dritter Ehe die ehemalige russische Eiskunstläuferin Tatjana Nawka, mit der er eine Tochter (* 2014) hat. Der Oppositionspolitiker Alexei Nawalny berichtete, dass Peskow bei der Hochzeit eine Uhr am Arm trug, die etwa 500.000 Euro wert war, so viel wie vier Jahresgehälter Peskows. Nawalny warf Peskow Korruption vor. In den russischen Medien wurde dies zur meistdiskutierten Meldung jenes Wochenendes. Während eine Erklärung lautete, die Uhr sei ausgeliehen gewesen, behauptete Peskow, die Braut habe ihm die Uhr zur Hochzeit geschenkt. Die Erklärungen erscheinen durch ein Foto von Peskow mit der Uhr, aufgenommen 15 Wochen vor der Hochzeit, zweifelhaft. Während der Hochzeit wurden die Gäste des Hotels Rodina in Sotschi für mehrere Millionen Rubel in andere Hotels gebracht. Nach der Hochzeit verbrachte das Ehepaar laut Nawalny eine Woche auf der Luxusyacht Maltese Falcon.
Über Peskows Sohn aus erster Ehe sagte Nawalny: „Er arbeitet nichts, aber er kauft Apartments oder Ferraris, reist herum und reitet. Dieser Beruf hat einen Namen – Sohn eines korrupten Vaters.“ Die letzte bekannte Arbeitstätigkeit des Sohnes war ein Job beim russischen Auslandsfernsehsender Russia Today bis ins Jahr 2012.

## Auszeichnungen
- 2003:  Orden der Freundschaft
- 2007:  Orden der Ehre
- 2017: Orden Manas, Klasse III (Kirgisistan)[11]
- 2017: Verdienstorden der Italienischen Republik[12]